# Colònia de Mauritània
La colònia de Mauritània fou una divisió administrativa colonial francesa dins de l'Àfrica Occidental Francesa.

## Història
El decret d'1 de desembre de 1920 va posar fi al règim de protectorat i va transformar el territori en colònia de Mauritània amb efecte 1 de gener de 1920, alineada amb la resta de colònies de l'Àfrica Occidental Francesa de la que formava part des de 18 d'octubre de 1904. Des de 1920 l'administració exerciria tots els poders judicials, financers i militars; la funció d'emir fou assimilada a la dels caps indígenes.
En la segona guerra mundial va seguir al conjunt de l'Àfrica Occidental Francesa sent primer favorable al govern de Vichy i després del desembarcament dels aliats a Alger va passar a la França Lliure (novembre de 1942). Després de la guerra fou declarat com totes les colònies, territori d'Ultramar de França (27 d'octubre de 1946).
En el referèndum de 1958 va optar per seguir dins de la Comunitat Francesa. Va obtenir l'autonomia com a república el 28 de novembre de 1958 fins a la independència el 28 de novembre de 1960 com a República Islàmica de Mauritània.

## Governants

### Sotsgovernors
- 1920 - 1926 Nicolas Jules Henri Gaden
- 1926 - 1928 Albéric Auguste Fournier
- 1928 - 1929 Alphonse Paul Albert Choteau
- 1929 - 1931 René Héctor Émile Chazal
- 1931 - 1933 Gabriel Omer Descemet (interí)
- 1933 - 1934 Louis Jean François Antonin (interí)
- 1934 Gabriel Omer Descemet (segona vegada)
- 1934 Adolphe Deitte
- 1934 Jean-Baptiste Victor Chazelas (interí)
- 1934 - 1935 Richard Edmond Maurice Édouard Brunot
- 1935 Jean-Baptiste Victor Chazelas (segona vegada, interí)
- 1935 - 1936 Jules Marcel de Coppet
- 1936 Jean Louis Beyriès (interí)
- 1936 - 1938 Oswald Durand
- 1938 Charles André Dumas (interí)
- 1938 - 1944 Jean Louis Beyriès (segona vegada, interí fins al 1941)
- 1942 - 1944 Jean Chalvet (suplent de Beyries)
- 1944 - 1945 Christian Robert Roger Laigret
- 1945 - 1946 René Babin (interí)
- 1946 - 1947 Georges Poirier (interí)
- 1947 Lucien Eugène Geay (acting)
- 1947 - 1949 Henry Jean Marie de Mauduit
- 1949 - 1950 Édouard Louis Terrac (acting)
- 1950 - 1952 Jacques Camille Marie Rogué
- 1952 - 1954 Pierre Messmer (interí fins a 1953, després fou primer ministre de França)
- 1954 - 1955 Albert Jean Mouragues
- 1955 - 1956 Jean Paul Parisot
- 1956 - 1958 Albert Jean Mouragues (segona vegada)

### Alts comissionats
- 1958 - 1959 Henri Joseph Marie Bernard
- 1959 - 1960 Amédée Joseph Émile Jean Pierre Anthonioz